# إدوارد إس. روجرز الثالث
إدوارد إس. روجرز الثالث هو رائد أعمال كندي، ولد في 22 يونيو 1969 في تورونتو في كندا.